# Listă de filme bazate pe lucrările lui Ion Luca Caragiale
Aceasta este o listă a filmelor care s-au făcut de-a lungul timpului după operele lui Ion Luca Caragiale.
- Năpasta (1928) - regizori Gheorghe Popescu și Eftimie Vasilescu
- O noapte furtunoasă (1943) - în regia lui Jean Georgescu
- Lanțul slăbiciunilor (scurtmetraj, 1952) - în regia lui Jean Georgescu
- Vizita (scurtmetraj, 1952) - în regia lui Jean Georgescu
- Arendașul român (scurtmetraj, 1952) - în regia lui Jean Georgescu
- O scrisoare pierdută (1954) - în regia lui Sică Alexandrescu și a lui Victor Iliu
- Domnul Goe (1956) - în regia lui Bob Călinescu
- Două lozuri (mediumetraj, 1957) - în regia lui Gheorghe Naghi și a lui Aurel Miheleș
- D-ale carnavalului (1959) - în regia lui Aurel Miheleș și a lui Gheorghe Naghi
- Telegrame (1960) - în regia lui Aurel Miheleș și a lui Gheorghe Naghi
- Politică cu... delicatese (scurtmetraj, 1964) - în regia lui Haralambie Boroș
- Mofturi 1900 (1965) - în regia lui Jean Georgescu
- Cadou... (1969) (producție TV)
- Înainte de tăcere ‎(1978) - în regia lui Alexa Visarion[2]
- Tren de plăcere (1979) (producție TV) - în regia lui Mihai Berechet
- Premiul întîi (1979) (producție TV)
- De ce trag clopotele, Mitică? (1981) - în regia lui Lucian Pintilie
- O scrisoare pierdută (1982) (producție TV) - în regia lui Liviu Ciulei
- Năpasta (1982) - în regia lui Alexa Visarion
- Fürchte dich nicht, Jakob! (1982) - în regia lui Radu Gabrea
- Hanul dintre dealuri (1988) - în regia Cristianei Nicolae
- Politica înaltă (1996) (producție TV)
- Inițiativa (1996) (TV) - în regia lui Sergiu Ionescu
- Atmosferă încarcată (1996) (producție TV)
- Conu Leonida în față cu reacțiunea (2001) (producție TV) - în regia lui Claudiu Goga și a lui Tudor Mărăscu
- Al matale, Caragiale (2002) (TV) - în regia lui Mircea Cornișteanu
- Boborul (2004)